# Belaïd Lacarne
Belaïd Lacarne (en arabe : بلعيد لاكارن) né le 26 octobre 1940 à Sidi Bel Abbès et mort le 15 octobre 2024, est un arbitre algérien de football.
Il arbitre un match à la coupe du monde 1982. Il est nommé en 2002 au comité des arbitres de la Confédération africaine de football en vue de la CAN 2004, et devient membre du comité d'arbitrage de la FIFA.

## Carrière d’arbitre
Il a officié dans deux compétitions majeures :
- JO 1980 (1 match)
- Coupe d'Algérie de football 1980-1981 (finale)
- Coupe du monde de football de 1982 (1 match en tant que arbitre central, 5 en tant qu'arbitre de touche dont lors du match pour la troisième place)
- Coupe arabe des nations de football 1985 (3 matchs)
- Coupe d'Algérie de football 1985-1986 (finale)

## Carrière de joueur
- USM Bel Abbès
- AS Bel Abbès
- SC Bel-Abbès
- USM Bel Abbès
- NAR Arzew